# 大久保忠保
大久保 忠保（おおくぼ ただやす）は、江戸時代後期の大名。下野烏山藩の第6代藩主。危機的な藩財政を引き継ぎ、天保の大飢饉の中で菅谷八郎右衛門を家老として抜擢、菅谷の推挙で二宮尊徳に財政再建を委ねたことで知られる。

## 生涯

### 生い立ちから家督相続まで
第5代藩主大久保忠成の長男として生まれる。忠成は婿養子として大久保家を継いだ人物であり、忠保は母は第4代藩主大久保忠喜の娘である。文政10年（1827年）、父の隠居に伴い家督を相続した。
破綻に瀕した烏山藩の財政にとって、大坂加番は幕府からの「合力米」を獲得できる機会であり、「合力米」は藩の財源になっていた。このため烏山藩は大坂加番を多く務めていたが、忠成が高齢となり加番勤務に支障があるためという理由での隠居であった。

### 破綻に瀕する藩財政
忠保が藩主となった文政10年（1827年）の時点で、烏山藩野州領（下野国内の知行地）の税収（人別・収納）は、享保11年（1726年）の税収のおよそ半分まで落ち込んでいた。藩財政は江戸勝手（江戸藩邸での会計）が大きな比重を占めるとともに、借入金に大きく依存する体制になっており、収支均衡は破綻をきたしていた。時期はやや降るが、天保8年（1837年）時点での累積債務は2万7645両にのぼり、すでに諸方面に不義理を生じさせ、借入が困難な状態に陥っていた。
文政12年（1829年）には、父が行った財政緊縮策「厳法」の継続を布達した。「厳法」は文政9年（1826年）に開始されたもので、60歳以上の藩士の強制隠居や、従来の禄高とは無関係に家族の人数・年齢に応じた扶持を藩士に支給する政策（「面扶持」という）などを含む政策である。天保4年（1833年）には「面扶持」の継続、虚礼廃止と諸方面の切りつめ、藩士妻子の内職奨励などを内容とする「厳法再生」が5年を期限として布達された。しかしながら、緊縮財政と領内外の豪商への財政委任（「勝手委任」）・資金調達は領内を一層疲弊させたとされ、「上下御危難」と呼ばれる手詰まり状態に陥った。

### 天保4年の打ちこわしと国元復興策
天保の大飢饉が始まる状況下、天保4年（1833年）11月17日より烏山城下で穀物商や酒屋に対する打ちこわしが発生した。背景としては、食糧の高騰・不足や商人による売り惜しみによって、町村の「一日くらしの者」の生活が圧迫されたことや、藩の収奪政策への不満があったとされる。藩は、酒造停止令に違反したとして酒屋を処罰するとともに、打ちこわしの頭取（中心人物）とされた4人を所払いとして事態収拾を図った。
また、この打ちこわしの経験から、米の増産・確保を重視して、新田開発による国元復興を目指す政策を採用した。天保5年（1834年）5月、「新開帰発掛」（のち「新田役所」）を新設、7月に菅谷八郎右衛門を家老に登用し、また天性寺の円応和尚に荒地開発・新百姓取立を委ねた。菅谷八郎右衛門は刈谷藩士の子に生まれるが烏山藩重臣菅谷家の養子となった人物である。円応は奥州仙台領衣川の出身で、資金を借り入れて文政11年（1828年）から7か年計画で40町歩の荒地開発を成功させた実績がある。菅谷と円応は7年間の荒地開発計画を立案した。

### 二宮尊徳の雇用と窮民救済

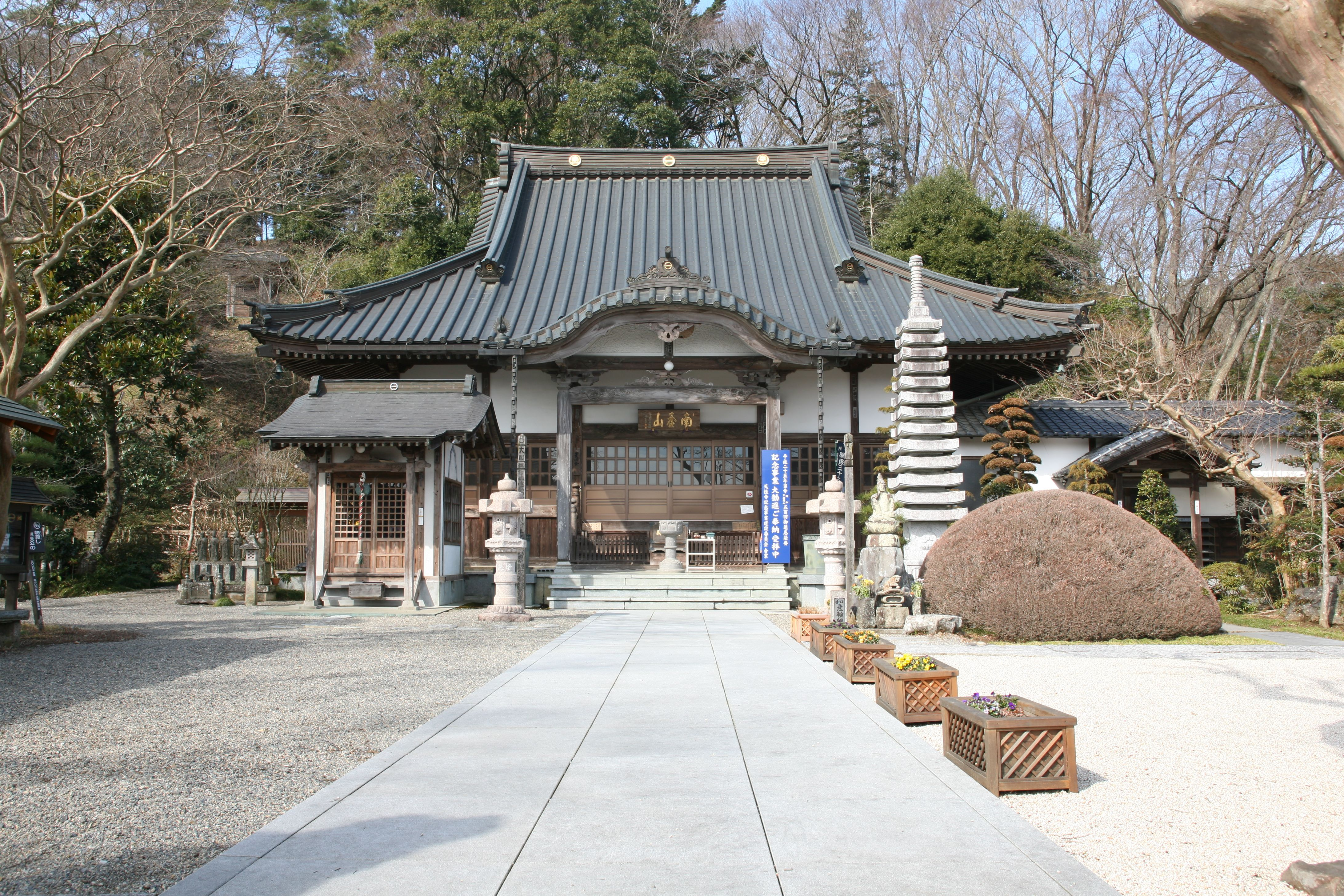
円応が住職を務めた天性寺。天保7年（1836年）には境内にお救い小屋が設けられた。

天保7年（1836年）は再び凶年となり、菅谷と円応の開発計画も頓挫した。この「天保凶荒」の中で菅谷の推挙を受けて二宮尊徳（二宮金次郎）が雇用されることになる。
菅谷は文政末年に尊徳の存在を知り、その報徳仕法（財政再建策）にも関心をもっていた。天保7年（1836年）9月初旬に円応が尊徳に面会して仕法帳面を借用しており、これを見た菅谷は「古今これ無き良法」と感銘を受けた。9月23日、江戸に向かう途中で菅谷は下野桜町領に立ち寄り、二宮尊徳と面会した。江戸に到着した菅谷は尊徳を推挙し、10月4日に忠保は尊徳への仕法依頼を決定。11月2日、忠保の直書を携えた菅谷は二宮尊徳に正式に仕法を依頼した。
烏山で尊徳がまず着手したのは、飢饉の中で緊急に必要であった窮民の救済であった。すでに尊徳による報徳仕法を実施していた地域の村や人々から、尊徳の手配で「窮民撫育米」が烏山に送られてきた。「窮民撫育米」は金額にして約2390両に達したといい、そのうち1200両が「烏山仕法」の財源となった。困窮の度合いが厳しい「極困窮者」に対しては、12月から翌年5月にかけて天性寺境内にお救い小屋を立てて粥1日2合を支給した。1日に700人から1000人が施粥にあずかり、これは烏山城付領の人口の1割程度という。窮民がお救い小屋を離れる際には、一時金と農業に復帰するまでの食糧が支給された。困窮の度合いがこれに次ぐ「中難者」に対しては、1反あたり1両1分を支給することで荒地の開発にあたらせた。各村の入札（投票）で選出された世話人（村落の上層民）に資金を貸し付け、世話人に中難者を雇用させるという形式で、雇用創出・荒地開拓、共同体で富者が貧者を扶助する機能の促進を図った政策とされる。これら初期の緊急救済策により烏山藩では餓死者や難民流出を出さず、300両の資金が投じられた荒地開拓についても24町歩が開発される実績が上がった。

### 烏山前期仕法
天保8年（1837年）1月、菅谷は代官らと各村を回り、荒地開発や水利施設の普請などを呼びかけた。藩財政の再建を目指した本格的な「仕法」の開始である（烏山藩では「烏山仕法」の名で呼ばれる）。烏山の農民や藩士にもおおむね好感を持って迎えられ、協力的な雰囲気が醸成された。開発を指導する「勧農方」には尊徳が仕法を行ってきた桜町領の農民有志が派遣された。尊徳の仕法は、本来領主が行うべき「御救普請」を尊徳の資金や人材で代行するものであり、藩領を越えた民衆運動という側面を持つと評価されている。尊徳の登用以来天保10年（1839年）頃までに開墾された荒地は116町歩という。
天保8年（1837年）2月2日、忠保に大坂加番が命じられ、加番のために幕府から支給される合力米のうち1000両を領内に下付するとも触れ出された。しかし、資金の配分をめぐり、藩内では対立も生じ始めていた。扶持米も支給されない状態の藩士の困窮ももはや無視できない状態であり、円応和尚は尊徳に藩士救済のため資金を借りているが、その返済もままならない状況で11月28日に死去した（仕法実施を調査するため相模烏山領に出張した際に疫病にかかり、烏山に帰国後死去）。大坂商人からの借財の返済も6年余り放置しており、江戸家老で藩の勝手方にも発言力があった大石総兵衛は、これ以上返済を滞らせることで資金調達が不可能になることを恐れ、借金返済を優先するよう主張した。その観点では、収納米を開発事業に投入する仕法は障害であった。
天保9年（1838年）頃には藩内では仕法への熱意が失速し、飢饉による当座の危難をしのぐ手立てが得られたという認識のもと大石は藩内での発言力を強めるようになった。11月10日には大石・菅谷・大久保次郎左衛門・米田右膳の4家老の寄合で「御法替」（政策変更）が論じられ、菅谷は激しく非難された上に隠居を命じられた。
翌天保10年（1839年）は豊作であったが、開発地の収入の多くは借財返済に充当されて人足への賃金支給も賄えなくなり、尊徳は藩執行部を批判するとともに、1村ずつでも仕法を実施したいとの提案をおこなった。12月7日の家老らの寄合で尊徳への「御手切」が議論された。家老の大久保次郎左衛門は仕法継続を求め反対（のちに藩主忠保と退役願いと意見書を提出している）、郡奉行や代官には強い反対を見せる者もあったが、当座の不足をしのぐ手段があると主張する大石の意見が通った（大石は忠保の直書を切り札として出したという）。12月11日、大石らは仕法中止を村役人たちに通達。12月26日には尊徳に「御手切」を言い渡した。

### 仕法中断と藩内抗争
仕法中止は、代官や村役人らの強い反発を受けた。大石は天保11年（1840年）、相州領の年寄に10年間の財政委任を行うとともに資金調達に成功、10か年の「御借増」と経費削減を盛り込んだ「御勝手御改正」を打ち出すが、まもなく藩士への扶持米に支障が出るなど破綻をきたし、村々も藩への上納金を拒む姿勢を見せた。こうした状況下、菅谷は藩に無断で尊徳の許に赴いたことを理由として、天保11年（1840年）12月11日に領外追放に処せられている。
天保12年（1841年）に入ると、惣郷惣代は藩財政への協力と引き換えに仕法の再開（「趣法再興」）を求めて藩政にゆさぶりをかけ、藩内の空気も仕法再開に傾き始めた。9月に藩の重役の評議で仕法再開（「再御趣法」）が決定、12月に大石は尊徳に面談を申し込むが拒絶され、「趣法掛」を辞任した。大石の失墜に代わって大久保次郎左衛門が藩政を主導し、12月25日に菅谷が200石で家老職に復帰した。菅谷の復帰は尊徳の意向でもあった。

### 仕法の再開と挫折
天保13年（1842年）1月、藩主忠保による「行き違いで仕法を全廃したことを後悔している」旨の直書と、大石ら藩重役の詫び状が尊徳に提出され、烏山仕法が再開される。しかしながら、再開された仕法では大きな成果が得られていない。
尊徳が幕府に登用され、烏山と疎遠になったことも一因としてはある。天保15年（1844年）11月に尊徳が菅谷に状況を問い合わせる手紙を送っており、現地の状況が尊徳には伝わっていなかったようである。弘化2年（1845年）3月、仕法推進派であった菅谷と大久保次郎左衛門の両家老は隠居・御暇となった。尊徳は仕法を藩に引き渡す交渉を行っていたようであるが、藩から仕法の実施ないしは仕法金の返済に関する明確な返答のないまま、仕法は事実上廃止された。大久保次郎左衛門は弘化4年（1847年）に死去、菅谷は自責の念から神経症気味になったと言われ、嘉永5年（1852年）に死去する。
嘉永元年（1848年）、父に先立ち58歳で没した。没日については、9月5日、10月7日、10月18日、と諸説が伝わる。長男の忠寿は廃嫡されており、三男の忠美が跡を継いだ。

## 系譜
父母
- 大久保忠成（父）
- 大久保忠善の娘（母）

正室、継室
- 釧 ー 水野忠光の娘（正室）
- さち子 ー 立花鑑寿の娘（継室）

子女
- 大久保忠寿（長男）生母は釧（正室）
- 大久保忠美（三男）生母は釧（正室）
- 一色忠金（四男）
- 大久保忠貫（五男）
- 戸田忠養（六男）
- 亀釵 ー 稲垣太篤正室、生母は釧（正室）
- 堀田一清室